# Valea Teiului, Mehedinți
Valea Teiului este un sat în comuna Breznița-Motru din județul Mehedinți, Oltenia, România.